# Nergal
En la mitologia sumerobabilònica, Nergal (𒀭𒄊𒀕𒃲) és el rei de l'infern i espòs d'Ereixkigal, segon fill d'Enlil i Ninlil, i podria ser el segon governant de Kur (el món dels morts) amb Ereshkigal; a l'inframon tenia un palau on rebia homenatge dels que el visitaven. El lloc principal de culte era Kutha.

## Atributs
Nergal és el déu de la guerra, la pestilència i l'inframon però també el de la posta de sol. Se l'anomena "el furiós" o "el qui crema" pel seu caràcter destructiu. Es relaciona amb el planeta Mart i amb el desert.

## Evolució
Al final del període imperial babiloni Nergal es va barrejar amb Ninurta. Va ser adorat dins l'àmbit hel·lènic fins i tot després de l'adveniment del cristianisme, creença que el va dotar de tints demoníacs.

## Nergal i la catàbasi
Existeix un cert sincretisme en els mites de Nergal i altres figures que protagonitzen catàbasis o baixades als inferns. En la història més coneguda, Ereixkigal rep una ofensa de Nergal i exigeix que baixi a l'infern per demanar-li disculpes. Aquest accepta però es fa acompanyar de diversos dimonis poderosos i acaba amenaçant la vida d'Ereixkigal. Ella li suplica clemència a canvi de casar-se amb ell i compartir el seu poder a l'inframon. Llavors ell com a consort passa temporades amb la seva muller a sota terra i d'altres al món dels vius, en una associació amb els cicles de la natura que en altres mites té a veure amb Inanna i Dumuzi o amb Namtar.